# Richard Engelmann (Archäologe)
Richard Engelmann (* 13. Dezember 1844 in Nebra (Unstrut); † 28. September 1909 in Graz) war ein deutscher Klassischer Archäologe und Gymnasiallehrer.

## Leben
Richard Engelmann studierte an den Universitäten in Berlin und Halle, wo er Schüler von Alexander Conze war und 1868 promoviert wurde. Von 1868 bis 1904 war er Lehrer am Friedrichsgymnasium in Berlin und ab 1868 Mitarbeiter für archäologische Themen in der Vossischen Zeitung. 1870–1871 bereiste er Italien und Griechenland mit dem Reisestipendium des Archäologischen Instituts des Deutschen Reiches. Er befasste sich vor allem mit griechischer und römischer Dichtung und Mythologie und der Archäologie Roms und Pompejis. Seine populären Schriften (insbesondere sein Bilder-Atlas zum Homer) fanden weite Verbreitung und wurden teilweise auch ins Englische übersetzt. 
Er war Mitglied des Archäologischen Instituts des Deutschen Reiches. 1903 wählte ihn das Österreichische Archäologische Institut zum korrespondierenden Mitglied.

## Schriften
- De Ione – dissertatio archaeologica. 1868.
- Beiträge zu Euripides. 1882.
- Bilder-Atlas zum Homer. 1889.
- Bilder-Atlas zu Ovids Metamorphosen. 1890.
- Pompeji. 1898.
  - 2. Auflage: Verlag von E.A. Seemann, Berlin, Leipzig 1902, urn:nbn:de:bsz:14-db-id18716163018.
- Archäologische Studien zu den Tragikern. 1900.
- Antike Bilder aus römischen Handschriften in phototypischer Reproduction. 1909.